# 瓣状甲

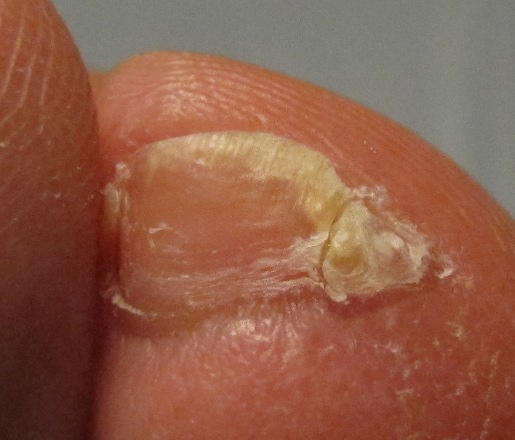
右脚趾的複型趾

瓣狀甲，也叫複型小趾甲，是在小趾上的一項身體特徵，有些人在小趾外側的長出一片細小的「第六片趾甲」。复型小趾甲是单基因优势性状，类型多样，呈单侧或双侧，其出现频率随年龄变化。
它在中国北方汉族中比较常见，由中国中部向四周递减，但這種理解多半是基於神话，並無医学根據。

## 特徵
它是一种常染色体、单基因、显性遗传性状，是一种常见的汉族性状。
在郝卫国等人的调查中，瓣状甲的出现频率在5岁下最低，出现瓣状甲的最小年龄为3岁。瓣状甲双侧发生概率为78.79%，单侧位21.21%。一般为两瓣，也有三瓣的情况。
依照郝卫国等对陕西周至县一个自然村的调查，瓣状甲发生几率为79.17%。而俞路漫等发现，安徽等11省瓣状甲出现率高于40%，向四周递减，黑龙江低于30%。

## 傳說
1. 關於跰趾流傳較廣的傳說是「山西人脫襪驗甲」：山西民間，有「脫襪驗甲」的傳統說法。相傳600多年前，朱元璋坐得天下，決定把當時人口較多的山西人南遷。移民們集合到洪洞县大槐樹下，難捨故土，士兵們在每人的小腳趾甲上砍了一刀，方便日後認祖歸宗，但凡是趾甲上有裂痕、或趾甲分瓣的，都是親人。复旦大学公共卫生学院流行病研究室副教授邊建超、研究生郝衛國等人，對出自洪洞的跰甲傳說，做了遺傳學方面的考察和研究。結果發現，從山陝經豫蘇浙到贛閩，瓣狀甲的分布呈遞減趨勢。這表明，瓣狀甲的分布在一定區域裡，的確與山西移民有關[4]。
2. 這一特徵是現今許多漢族人的祖先因長期生活於岩山上，經常於岩山上攀爬上下而演化出來的。[來源請求]